# Monitos

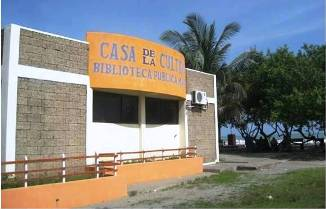
Biblioteca Publica Municipal de Moñitos

Monitos é um município da Colômbia, localizado no departamento de Córdoba.